# Esther Kolawole
Esther Omolayo Kolawole (ur. 4 stycznia 2002) – nigeryjska zapaśniczka walcząca w stylu wolnym. Olimpijka z Paryża 2024, gdzie czternaste piąte miejsce w kategorii do 62 kg. Zajęła siódme miejsce na mistrzostwach świata w 2022 roku. 
Wygrała Igrzyska afrykańskie w 2023. Triumfatorka mistrzostw Afryki w 2020, 2024 i 2025; druga w 2023. Brązowa medalistka igrzysk wspólnoty narodów w 2022. Wicemistrzyni igrzysk solidarności islamskiej w 2021 roku.
Trzecia na MŚ U-23 w 2021 i 2024. Wygrała igrzyska afrykańskie młodzieży w 2018 roku.